# Steinbach - Truppenübungsgelände
Steinbach - Truppenübungsgelände este o arie protejată (sit de importanță comunitară — SCI) din Germania întinsă pe o suprafață de 126 ha, integral pe uscat.

## Localizare
Centrul sitului Steinbach - Truppenübungsgelände este situat la coordonatele 49°28′10″N 6°56′10″E / 49.4694°N 6.9361°E.

## Înființare
Situl Steinbach - Truppenübungsgelände a fost declarat sit de importanță comunitară în octombrie 2000 pentru a proteja 2 specii de animale.

## Biodiversitate
Situată în ecoregiunea continentală, aria protejată conține 5 habitate naturale: Pajiști uscate seminaturale și facies de acoperire cu tufișuri pe substraturi calcaroase (Festuco-Brometalia) (* situri importante pentru orhidee), Formațiuni ierboase bogate în specii de Nardus, dezvoltate pe substraturi silicioase în zone montane (și în zone submontane, în Europa continentală), Pajiști cu Molinia pe soluri calcaroase, turboase sau argilos-nămoloase (Molinion caeruleae), Liziere de ierburi înalte hidrofile de câmpie și de nivel montan până la alpin, Fânețe de joasă altitudine (Alopecurus pratensis, Sanguisorba officinalis).
La baza desemnării sitului se află mai multe specii protejate:
- păsări (1): privighetoare (Luscinia megarhynchos)
- nevertebrate (1): fluturele purpuriu (Lycaena dispar)

Pe lângă speciile protejate, pe teritoriul sitului au mai fost identificate 28 de specii de plante, 17 specii de nevertebrate.